# Parigi-Roubaix 1909
La Parigi-Roubaix 1909, quattordicesima edizione della corsa, fu disputata l'11 aprile 1909, per un percorso totale di 276 km. Fu vinta dal francese Octave Lapize giunto al traguardo con il tempo di 9h03'30" alla media di 30,469 km/h davanti a Louis Trousselier e Jules Masselis.
Presero il via da Chatou 105 ciclisti, 47 di essi tagliarono il traguardo di Roubaix.

## Ordine d'arrivo (Top 10)
| Pos. | Corridore            | Squadra       | Tempo    |
| ---- | -------------------- | ------------- | -------- |
| 1    | Octave Lapize        | Biguet        | 9h03'30" |
| 2    | Louis Trousselier    | Alcyon-Dunlop | s.t.     |
| 3    | Jules Masselis       | Alcyon-Dunlop | s.t.     |
| 4    | Cyrille van Hauwaert | Alcyon-Dunlop | a 30"    |
| 5    | François Faber       | Alcyon-Dunlop | a 1'20"  |
| 6    | Marcel Godivier      | Alcyon-Dunlop | a 15'30" |
| 7    | Gustave Garrigou     | Alcyon-Dunlop | a 16'45" |
| 8    | Henri Hanlet         | Royal Sarolea | a 16'46" |
| 9    | Édouard Léonard      | -             | a 20'30" |
| 10   | Paul Duboc           | Alcyon-Dunlop | a 22'30" |